# 相武台下車站
相武台下車站（日语：／ Sōbudaishita eki */?）是一個位於神奈川縣相模原市南區新戶，屬於東日本旅客鐵道（JR東日本）相模線的鐵路車站。

## 車站結構
島式月台1面2線的地面車站。月台與站舍以跨線橋連接。

### 月台配置

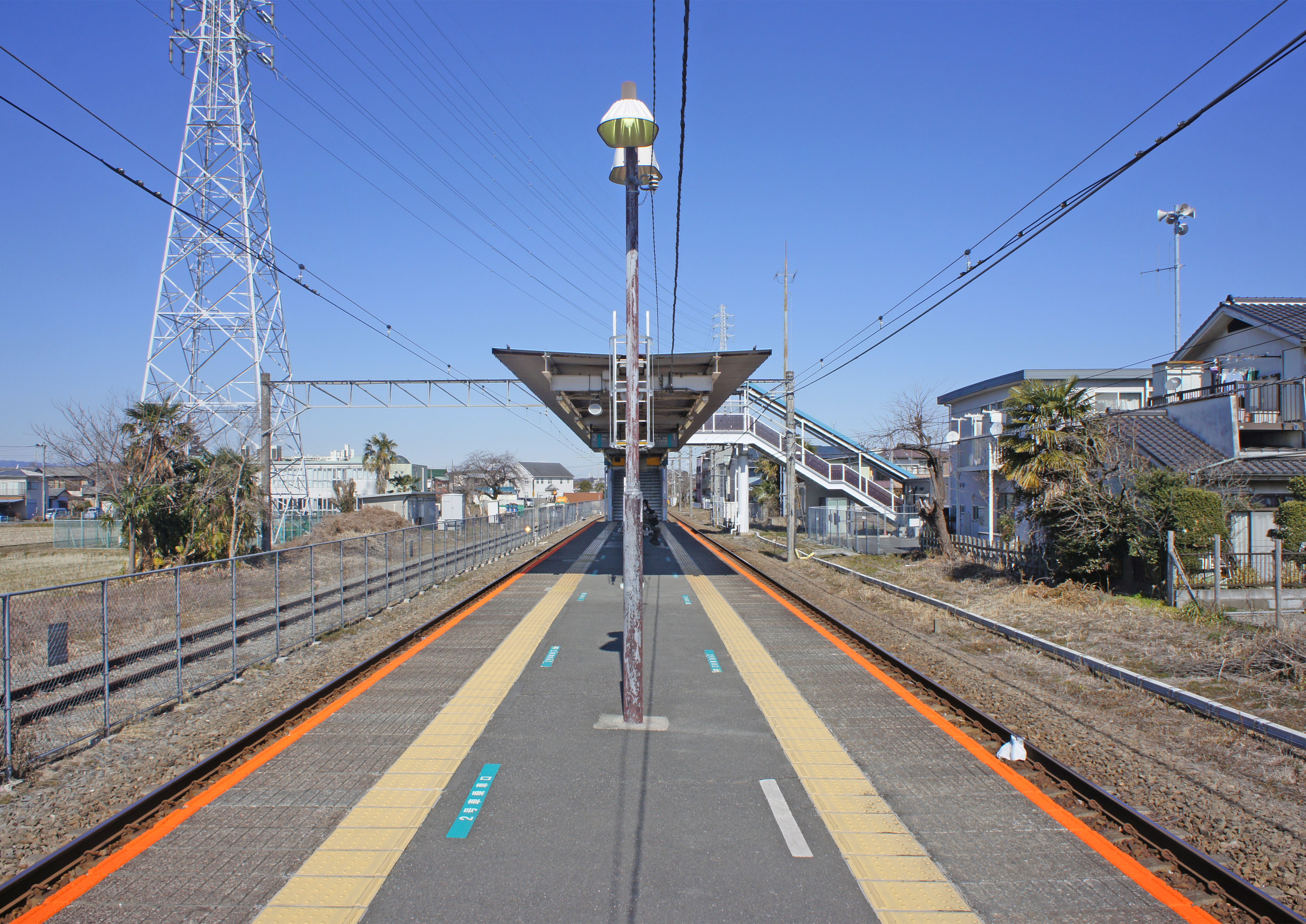
月台(2022年2月)

| 月台 | 路線    | 方向 | 目的地                 |
| ---- | ------- | ---- | ---------------------- |
| 1    | ■相模線 | 上行 | 海老名、厚木、茅崎方向 |
| 2    | ■相模線 | 下行 | 橋本、八王子方向       |

（來源：JR東日本:車站構內圖 （页面存档备份，存于））
- 月台(2022年2月)

## 使用情況
2014年度的1日平均上車人次為1,241人。
近年的1日平均上車人次為下表。
| 年度               | 1日平均 上車人次 |
| ------------------ | ---------------- |
| 1975年（昭和50年） | 350              |
| 1980年（昭和55年） | 397              |
| 1985年（昭和60年） | 404              |
| 1989年（平成元年） | 557              |
| 1993年（平成05年） | 766              |
| 1995年（平成07年） | 844              |
| 1998年（平成10年） | 899              |
| 2000年（平成12年） | 897              |
| 2001年（平成13年） | 944              |
| 2002年（平成14年） | 923              |
| 2003年（平成15年） | 928              |
| 2004年（平成16年） | 943              |
| 2005年（平成17年） | 1,036            |
| 2006年（平成18年） | 1,122            |
| 2007年（平成19年） | 1,210            |
| 2008年（平成20年） | 1,255            |
| 2009年（平成21年） | 1,202            |
| 2010年（平成22年） | 1,092            |
| 2011年（平成23年） | 1,035            |
| 2012年（平成24年） | 1,141            |
| 2013年（平成25年） | 1,203            |
| 2014年（平成26年） | 1,241            |

## 相鄰車站
東日本旅客鐵道（JR東日本）
■相模線
入谷－相武台下－下溝

## 外部連結
- 車站資訊（相武台下）：東日本旅客鐵道

35°29′36.4″N 139°23′11.3″E / 35.493444°N 139.386472°E